# Kazuhiro Murata
Kazuhiro Murata (村田 一弘 Murata Kazuhiro?), född 12 maj 1969 i Nagasaki prefektur, är en japansk före detta fotbollsspelare.
Murata började sin karriär i Mitsubishi Heavy Industries Nagasaki. 1993 flyttade han till Yanmar Diesel (Cerezo Osaka). Efter Cerezo Osaka spelade han för Oita Trinity (Oita Trinita). Han avslutade karriären 2000.